# Du Yuesheng
Du Yuesheng (en chino: 杜月笙; 22 de agosto de 1888 - 16 de agosto de 1951), también se llama "Orejas-grandes Du" (por sus enormes orejas), era un jefe criminal chino que pasó gran parte de su vida en Shanghái . Él fue un partidario clave de Chiang Kai-shek y el Kuomintang en su batalla contra el Partido Comunista de China en la década de 1920, y fue una figura de cierta importancia durante la segunda guerra sino-japonesa. Después de la guerra civil china y la retirada del Kuomintang a Taiwán en 1949, Du se exilió en Hong Kong y permaneció allí hasta su muerte en 1951.

## Primeros años
Du nació en Gaoqiao, una pequeña ciudad al este de Shanghái, durante el reinado del emperador Guangxu a finales de la dinastía Qing. Su familia se mudó a Shanghái en 1889, un año después de su nacimiento. Cuando alcanzó los 9 años, Du había perdido a su familia más cercana: su madre murió en el parto, su hermana fue vendida como esclava, su padre murió y su madrastra desapareció, así que regresó a Gaoqiao y vivió con su abuela. Regresó a Shanghái en 1902 y trabajó en un puesto de fruta en la Concesión Francesa, pero luego fue despedido por robo. Vagó por un tiempo antes de convertirse en guardaespaldas en un burdel, donde conoció a la Pandilla Verde. Se unió a la pandilla cuando tenía 16 años.

## Ascender al poder
Du fue presentado pronto por un amigo a Huang Jinrong, el detective chino de más alto rango en la Policía de la Concesión Francesa (FCP) y uno de los criminales más notorios de Shanghái. La esposa de Huang era un criminal notable por derecho propio, y ella favoreció al joven Du. A pesar de que Huang no era miembro de Pandilla Verde, Du se involucró en las redes de tráfico de opio y juego ilegal de Huang. Con gustos por la ropa cara y las mujeres, Du consolidaba su poder; vestía solo sedas chinas, se rodeaba con guardaespaldas rusos blancos y frecuentaba los mejores clubes nocturnos y sing-song houses de la ciudad. Du también era conocido por tener una veta supersticiosa: tenía tres cabezas de mono pequeñas, especialmente importadas de Hong Kong, cosidas a su ropa en la parte baja de su espalda. El prestigio de Du lo llevó a comprar una mansión de estilo occidental de cuatro pisos en la Concesión Francesa y tenía docenas de concubinas, cuatro esposas legales y seis hijos, pero su ascenso meteórico como el criminal más conocido de Shanghái se produjo después de que Huang Jinrong fuera arrestado en 1924 por la policía de Shanghái. Huang había golpeado públicamente al hijo del señor de la guerra que gobernaba Shanghái, y su arresto requirió que la diplomacia y las finanzas de Du lo liberaran. Se retiró casi inmediatamente después de su liberación, convirtiendo su imperio criminal en Du, que se hizo conocido como el "zongshi" (宗師) o "gran maestro" del inframundo criminal. Du ahora controlaba las casas de juego, la prostitución y la extorsión a negocios, además de establecer una cantidad de compañías legítimas, incluida la corporación de transporte marítimo más grande de Shanghái y dos bancos. Con el apoyo tácito de la policía y el gobierno colonial, ahora también manejaba el tráfico de opio en la Concesión Francesa, y se volvió muy adicto a su propia droga.

## Alianza con el Kuomintang
Como líder de la Pandilla Verde, Du dominó el comercio de opio y heroína de Shanghái en la década de 1930, y financió en secreto la carrera política de Chiang Kai-shek. En contraste con sus puntos de vista sobre legalidad, Du fue políticamente un firme confuciano conservador. Tenía estrechos vínculos con Chiang Kai-shek, quien a su vez tenía vínculos con la Pandilla Verde y otras sociedades secretas organizadas de sus primeros años en Shanghái. Chiang forjó alianzas políticas a lo largo de la década de 1920, y algunas de las sociedades secretas llegaron a ofrecer su apoyo en la masacre de Shanghái de 1927, en la que rompió la alianza con el Partido Comunista de China masacrando a cientos de sus militantes y simpatizantes. La masacre terminó con el Primer Frente Unido, y como recompensa por el servicio de Du, Chiang lo nombró presidente de la Junta Nacional de Supresión del Opio. El resultado final fue que llegó a controlar oficialmente la totalidad del comercio de opio en China.
El apoyo de la Pandilla Verde al gobierno de Chiang Kai-shek incluyó fondos y equipamiento, llegando incluso a comprar un avión alemán estampado con el logotipo de la Junta de Suposición de Opio. A cambio, a Du se le dio margen para dirigir tríadas y mantener el flujo de negocios libremente. En 1931, Du tuvo la influencia financiera y política para abrir su propio templo, uno dedicado a sus antepasados y miembros de su familia, y celebró una fiesta de tres días para honrar su gran inauguración. Fue una de las celebraciones más grandes de Shanghái, con cientos de celebridades y figuras políticas que asistieron. Unos meses después de su apertura, sin embargo, las alas privadas del templo habían sido entregadas a la fabricación de heroína, convirtiéndola en la fábrica de drogas más grande de Shanghái.
Cuando estalló la segunda guerra sino-japonesa en 1937, Du se ofreció a luchar contra los japoneses al hundir su flota de barcos en la desembocadura del río Yangtze, pero al final huyó a Hong Kong y luego a Chongqing. Los agentes de la Pandilla Verde cooperaron con Dai Li, el jefe de inteligencia de Chiang, y continuaron pasando de contrabando armas y bienes al Kuomintang durante toda la guerra, y el propio Du fue miembro de la junta de la Cruz Roja China. Después de la rendición de Japón en 1945, Du regresó a Shanghái, esperando una cálida bienvenida, pero se sorprendió cuando no fue recibido como un héroe. Muchos residentes de Shanghái sintieron que Du había abandonado la ciudad, dejando a sus civiles sufrir bajo las atrocidades de la ocupación japonesa.
La relación entre Du y Chiang Kai-shek se agrió aún más después de la guerra, cuando la corrupción y el crimen cometidos por políticos y criminales de alto rango causaron grandes problemas dentro del Kuomintang. El hijo de Chiang Kai-shek, Chiang Ching-kuo, lanzó una campaña contra la corrupción en Shanghái a fines de la década de 1940, con los familiares de Du entre los primeros en ser arrestados y encarcelados. Aunque Du logró con éxito su liberación al amenazar con exponer las actividades de malversación realizadas por los familiares de Chiang, el arresto y encarcelamiento de los hijos de Du terminó efectivamente con la asociación entre Chiang y Du.

## Exilio en Hong Kong y muerte
Du escapó a Hong Kong después de que el Kuomintang se retirase a Taiwán en 1949 después de su derrota en la guerra civil china. Las historias sobre las finanzas y el poder de Du durante este período varían en gran medida: algunos argumentan que vivió en la miseria prácticamente, mientras que otros dijeron que había acumulado una considerable fortuna. A medida que se volvía ciego y posiblemente senil, Du decidió que era seguro regresar ya proclamada la República Popular China en 1951. Sin embargo, antes de que pudiera regresar, murió en Hong Kong de una enfermedad aparentemente causada por su adicción al opio. Supuestamente, una de sus esposas llevó a su cuerpo a Taiwán y lo enterraron en distrito de Xizhi, en Taipéi, aunque algunos son escépticos de que su tumba en realidad contenga su cuerpo. Después de su internamiento, las autoridades taiwanesas construyeron una estatua de Du en Xizhi. La inscripción de cuatro caracteres en la estatua alaba la "lealtad" e "integridad personal" de Du.

## En la cultura popular
Durante muchos años, hablar sobre Du y sus hazañas estuvo oficialmente prohibido en la República Popular China con el argumento de que fomentan la criminalidad. Muchas biografías en chino de Du fueron prohibidas, y los escritores y vendedores de estos libros fueron arrestados. Solo hasta hace poco los estudios críticos sobre Du se volvieron más abiertos, pero la prohibición oficial nunca ha sido completamente levantada por el Gobierno chino. Algunas descripciones o apariciones de Du Yuesheng en la cultura popular son:
- La novela White Shanghai por Elvira Baryakina (Ripol Classic, 2010, ISBN 978-5-386-02069-9) menciona la historia de la llegada de Du al poder.
- Señor del Mar Oriental de China (歲月風雲之上海皇帝), una película de Hong Kong de 1993 basada libremente en la vida de Du. El personaje principal Lu Yunsheng(陸雲生), jugado por Ray Lui, se basa libremente en Du. Tiene una continuación,  Señor del Mar de China Oriental II (上海皇帝之雄霸天下).
- La fundación de una república (建国大业), una película histórica china de 2009 encargada por el gobierno chino. Du fue retratado por Feng Xiaogang como un personaje secundario en la película.
- El último magnate (大上海), una película de Hong Kong de 2012 basada libremente en la vida de Du. El personaje principal Cheng Daqi (成大器), retratado por Chow Yun-fat y Huang Xiaoming en dos etapas diferentes de su vida, está basado libremente en Du.
- En el 2015 Hong Kong TVB Drama  Lord of Shanghai. El personaje principal del drama se basa en Du Yuesheng, que se llama Kiu Ngo Tin. Kiu Ngo Tin es retratado por  Anthony Wong y la versión más joven de Kiu Ngo Tin es retratada por Kenneth Ma.